# Nicola (revista)
Nicola (ニコラ Nikora?) es una revista de moda japonesa publicada por Shinchōsha. La revista está dirigida a las jóvenes a partir de principios a mediados de los adolescentes. La revista es conocida por sus modelos (llamado Nicomos).

## Famosos modelos Nicola (Nicomos)
- Yu Aoi
- Yui Aragaki
- Ayako Enomoto
- Aki Maeda
- Yuka Konan
- Chiaki Kuriyama
- Yuka Nomura
- Rei Okamoto
- Erika Sawajiri
- Rena Nonen
- Mei Nagano